# Denis Williams

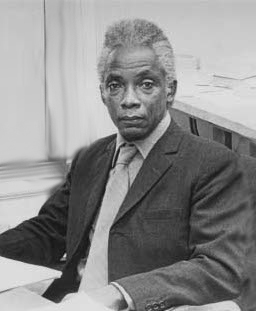
Denis Williams

Denis Joseph Ivan Williams („Sonny Williams“, * 1. Februar 1923 in Georgetown, Britisch-Guayana; gest. 28. Juni 1998 in Georgetown, Guyana) war ein Maler, Schriftsteller und Archäologe aus Guyana.

## Leben
Dennis Williams wurde 1923 in Georgetown, damals Britisch-Guayana, geboren. Dort erhielt er seine frühe Ausbildung; 1940 erwarb er ein Cambridge Junior School Certificate und 1941 ein Cambridge Senior School Certificate. Sein vielversprechendes Talent als Maler brachte ihm 1946 ein zweijähriges Stipendium des British Council an der Camberwell School of Art in London ein. Er lebte in den nächsten zehn Jahren in London, wo er als Dozent für Kunst an der Central School of Art und als Visiting Tutor an der Slade School of Art tätig war. Er veranstaltete zudem mehrere Einzelausstellungen seiner Werke und schuf die Illustrationen für das erste Buch von George Lamming In the Castle of My Skin, eines barbadischen Autors. Von 1957 bis 1967 unterrichtete er Kunst an der School of Fine Art in Khartum, Sudan, der University of Ife, Nigeria, der Makere University, Uganda, sowie der University of Lagos, Nigeria.
1967 wurde er Director of Art beim Department of Culture des Ministry of Education, Social Development and Culture von Guyana. 1977 gründete er das Walter Roth Museum of Anthropology in Georgetown und wurde dessen Direktor.
1980 begann er mit archäologischen und paläoklimatischen Untersuchungen der Muschelhaufen an der Nordwestküste Guyanas. Von Beginn seiner Studien an war er sich potenzieller Störungen der Stratigraphie, Fehler bei der Radiokarbondatierung und anderer Fallstricke bewusst. Einige seiner Bemühungen, diese aufzudecken, wurden in seinem Artikel „Early Pottery on the Amazon: A Correction“ detailliert beschrieben.
Hinweise auf einen Zusammenhang zwischen der sinkenden Produktivität der Mangrovenressourcen und Veränderungen bei Artefakten und Siedlungsverhalten beschrieb er in Some Subsistence Implications of Holocene Climatic Change in Northwestern Guyana. Seine Beobachtungen, dass die Methoden, welche die Warao verwenden um Palmstärke zu verarbeiten, auch darauf ausgelegt sind, dass Gift aus bitterem Maniok zu entfernen, bietet eine plausible Erklärung für den Ursprung dieser Technologie. Zum Zeitpunkt seines Todes war eine Monographie im Druck, die seine Interpretationen der Wechselwirkung zwischen Umweltveränderungen und der Vorgeschichte Guyanas detailliert beschreibt.
Er erkannte die Bedeutung von Veröffentlichungen und gründete 1978 die Zeitschrift Archaeology and Anthropology, welche vom Walter Roth Museum of Anthropology in Georgetown herausgegeben wird. Zu den weiteren von ihm herausgegebenen Zeitschriften gehörten Odu (das Journal für Afrikastudien der Universität Ife) und Lagos Notes and Records. Darüber hinaus verfasste er zahlreiche Essays über Kunst in Büchern und Zeitschriften. Sein schriftstellerisches Können ist nicht nur in seinen wissenschaftlichen Arbeiten, sondern auch in zwei Romanen und zahlreichen Kurzgeschichten dokumentiert.
1986 initiierte Williams mit seiner Assistentin Jennifer Wishart ein archäologisches Schulprogramm an weiterführenden Schulen in Guyana.
Williams starb an Krebs am 28. Juni 1998 im Alter von 75 Jahren in seinem Haus in Georgetown.
Das Buch The Art of Denis Williams wurde 2012 von seiner Tochter Evelyn A. Williams herausgegeben.

## Auszeichnungen
Seine Leistungen wurden mit mehreren nationalen Preisen gewürdigt, darunter dem Golden Arrow of Achievement Award der Regierung von Guyana im Jahr 1973 und der Cacique Crown of Honour (CCH) im Jahr 1989, im selben Jahr erhielt er eine Ehrendoktorwürde von der University of the West Indies.

## Veröffentlichungen (Auswahl)
Romane
- Other Leopards. New Authors Ltd, London 1963. Reprinted Peepal Tree Press 2009.
- The Third Temptation. Calder and Boyars, London 1968. Reprinted Peepal Tree Press 2010.

Non-fiction
- Image and Idea in the Arts of Guyana. National History and Arts Council, Georgetown 1969.
- Giglioli in Guyana, 1922–1972. National History and Arts Council, Georgetown 1973.
- Icon and Image: A Study of Sacred and Secular Forms of African Classical Art. Allen Lane, London 1974.
- Contemporary Art in Guyana. National History and Arts Council, Georgetown 1976.
- Guyana, Colonial Art to Revolutionary Art, 1966–1976. Guyana National Service Pub. Georgetown 1976.
- Habitat and Culture in Ancient Guyana. 1984.
- Pages in Guyanese Prehistory.  Walter Roth Museum of Anthropology, Georgetown, 1995
- Prehistoric Guiana. Kingston 2003, ISBN 0-9729358-7-8.